# Адлер, Джек
Джек Адлер (англ. Jack Adler; 1 июля 1917 — 18 сентября 2011) — американский художник обложек комиксов и колорист компании DC Comics. Был штатным сотрудником компании в период с 1946 по 1981 год, занимая на пике карьеры пост вице-президента по производству.

## Образование
Джек Адлер окончил Высшую школу искусств и дизайна в Нью-Йорке. Выпускник Бруклинского колледжа.

## Карьера
Первой работой Джека над комиксами считается второй выпуск «Funny Folks», опубликованный DC Comics в июне 1946 года. В 1947 году, он был принят штатным художником и колористом в DC Comics, и работает в этой должности до 1960 года. Следующие 15 лет он занимает должность ассистента менеджера по производству. С 1975 года до увольнения из DC в 1981 году Адлер работает на посту вице-президента по производству. В 1971 году Джек Адлер получает премию Shazam Award, в номинации «Лучший колорист».
Во время Серебряного века комиксов многие выпуски серий «Sea Devils», «Зелёный Фонарь» и «G.I. Combat» публикуются с обложками авторства Адлера.